# Tobija (knjiga)
Tobija je jedna od knjiga Biblije i Staroga zavjeta. Pripada u deuterokanonske knjige. U originalu je vjerojatno pisana na aramejskom jeziku, a sačuvani su prijevodi na grčki jezik. Biblijska kratica knjige je Tob.
Knjiga o Tobiji je jedna od deuterokanonskih knjiga, koje kao sastavni dio Staroga zavjeta priznaju katolici i pravoslavni. U njoj se nalaze vrijedne molitve, koje se koriste u liturgiji. Često se čita na vjenčanjima, jer ima dio o čistoći braka. U njoj se nalazi učenje o anđelima. Ne zna se točno vrijeme i mjesto pisanja. Smatra se, da je napisana 2. stoljeća pr. Kr. 

## Radnja
Na početku knjige je priča o pravednom Izraelcu Tobitu iz plemena Naftali, koji je živio u Ninivi, nakon deportacije sjevernih izraelskih plemena u Asiriju, 721. pr. Kr. za vrijeme asirskog kralja Sargona II. Prva dva i pola poglavlja su pisana u prvom licu. Tobit je i u izgnanstvu živio po običajima svoje vjere i činio je djela milosrđa. Sunarodnjaci mu su rugaju. Jednom je izgubio vid. Molio je Boga, da umre i ode u vječnost, jer mu je dosta patnje: "jer mi je bolje umrijeti nego živjeti i slušati lažne prijekore (Tob 3,6)". Zatim je opisan događaj, koji se dogodio isti dan u zemlji Mediji. Sara je mlada židovska djevojka, koja je sedam puta doživjela nesretne ljubavne veze, za sedam momaka bila je spremna poći u brak i svaki je od njih umro, jer ih je zloduh Asmodej ubio. Molila je Boga, da umre. Bog je poslao Rafaela "da skine bijele mrlje s Tobita i vid mu vrati; a Saru, kćer Raguelovu, da dade za ženu Tobiji, sinu Tobitovu, te da okuje pakosnog zloduha Asmodeja (Tob 3,17)". Tobit je poslao svoga sina Tobiju, da ode u Mediju po ušteđevinu, koju mu je čuvao prijatelj. Prije puta, dao mu je puno korisnih savjeta, među ostalima i ovaj: "U svakoj prilici hvali Gospoda Boga i moli ga da ti upravlja putove, da sve tvoje staze i namjere dobro završe (Tob 4,19)". Tobijina majka željela je, da Tobija ne ide, jer se bojala da mu se što ne dogodi. Tobiju je na putovanju pratio Azarja, koji je u stvari bio arkanđeo Rafael, a Tobija to nije znao. Usput su smješteni kod jedne obitelji, koja je baš bila Sarina obitelj. Tobija i Sara iskreno su se zavoljeli, zajedno se molili i vjenčali: "Gospode, ne uzimam zbog pohote ovu svoju sestru nego po istini. Smiluj mi se i učini da s njom doživim starost (Tob 8,7)." Rafael je okovao zloduha Asmodeja. Prije toga, Tobija se bojao, da ga Asmodej na ubije. Rafael je donio i očevu ušteđevinu i otkrio svoj identitet: "Ja sam Rafael (Tob 12,15)". Poslan je od Boga, kao pomoć nakon molitvi Tobita i Sare. Tobit i Sarini roditelji blagonaklono gledaju na brak Tobije i Sare. Tobit je bio spreman svu ušteđevinu, dati mladom bračnom paru. Sarin otac je želio, da žive kod njih, no Tobija je bio uporan i izborio se, da prvo žive kod njegovih roditelja, a nakon što umru vratit će se i živjeti sa Sarinim roditeljima. Tobija je neočekivano ocu donio i lijek i Tobit je progledao te blagoslivljao Boga: "Blagoslovljen da si, Bože, blagoslovljeno tvoje ime uvijeke i blagoslovljeni svi tvoji sveti anđeli! (Tob 11,14)" Tobija i Sara imali su djecu. Tobit je na samrti Tobiji i unucima rekao, da se preselu u Mediju, jer će njihov grad Niniva biti razrušena, kako je prorokovao Jona. Opustjet će i Jeruzalem, Dom Gospodnji će izgorijeti. Ali Bog će se smilovati, narod će se vratiti i obnoviti Jeruzalem i Hram. Tobit je umro u 158. godini (Tob 14,11). Tobija ga je pokopao, kasnije kraj njega i majku Anu, te tasta i punicu.

## Hrvatski prijevodi
Prvi hrvatski prijevod Tobije je bio na kajkavskom narječju iz 1844. godine od Ignaca Kristijanovića: Knyiga Tobiasha iz szvetoga Piszma ztaroga Zakona (Danicza zagrebechka, 1844.).

Dogodilo sze je pako, da je on nekoi dan od pokapanya truden vu szvoj dom doshel, y vuz ztenu sze vlegel, y zazpal, y kad' bi zpal, opadne iz laztovichinoga gnyezda toplo blato na nyegve ochi, y je oszlepel. Ovo pako zkushavanye je Gozpon zverhu nyega prepuschal dojti, da bi poszledniki nad nyim imali peldu terplyivnozti, kak y vu szvetem Jobu. Ar pokehdob sze je on od szvoje mladozti vszigdar bojal Boga, y nyegve zapovedi obdersaval, tak sze ni pritusuval proti Bogu, da je zverhu nyega bich szlepote doshel, nego je ztalen obztal vu bosjem ztrahu, y hvalil Boga vsze dneve szvojega sivlenya. Ar kak goder sze blasenomu Jobu jeszu poszmehavali kraly, ravno tak sze jeszu nyegvi rodyaki y znanczi zeszmehavali iz nyegvoga sivlenya, govorechi: gde ti je tvoje ufanye, za kojega volyu jeszi daval almustva, y mertve pokapal?